# Monochamus homoeus
Monochamus homoeus là một loài bọ cánh cứng trong họ Cerambycidae.